# Ala-Askanjärvi
Ala-Askanjärvi eller Askanjärvi är en sjö i Finland. Den ligger i kommunen Kemijärvi i landskapet Lappland, i den norra delen av landet, 700 km norr om huvudstaden Helsingfors. Ala-Askanjärvi ligger 242,7 meter över havet. Arean är 1,76 kvadratkilometer och strandlinjen är 15,31 kilometer lång. Sjön  ingår i Kemi älvs huvudavrinningsområde. 